# Unternehmen Barbarossa (Buch)
Unternehmen Barbarossa ist ein 1963 von Paul Karl Schmidt unter dem Pseudonym Paul Carell verfasstes Sachbuch zum Krieg gegen die Sowjetunion bis zur Niederlage von Stalingrad, das ein Bestseller wurde.

## Entstehung

### Autor
Paul Karl Schmidt war SS-Obersturmbannführer und von 1940 bis 1945 Pressechef des Auswärtigen Amtes.

### Entstehung
Der Autor veröffentlichte zuerst als Illustriertenserie in der Boulevardzeitschrift Kristall, die mit fast einer halben Million Exemplaren damals eine der auflagenstärksten Zeitschriften war. Anhand zahlreicher geschickt zusammenmontierter Dokumente und Interviews wurde von Schmidt ein Loblied auf den deutschen Soldaten entworfen und die These vom Präventivkrieg gegen den Bolschewismus vertreten. Der Erfolg führte zu einer Buchvorbereitung innerhalb der ehemalige Militärs, an erster Stelle der ehemalige Generalfeldmarschall Erich von Manstein, und ehemalige SS-Führer eng mit Schmidt zusammenarbeiten.
In der im Buch enthaltenen Danksagung des Autors spricht Schmidt von der Unterstützung von fast tausend Mitarbeitern, welche ihm kriegsgeschichtliche Unterlagen, Originalbefehle, Skizzen und Lageberichte zur Verfügung gestellt hätten. Angesichts der geopolitischen Lage im Jahr 1963, mit der kurz zuvor errichteten innerdeutschen Grenze 1961, passte ein Werk, welches den deutschen Angriff auf die Sowjetunion rechtfertigte, in den vorherrschenden Zeitgeist.

## Inhalt
Der Autor beginnt das Buch mit einer Kapitelübersicht, die zeigt, dass das Werk in sieben im Umfang sehr unterschiedlich lange Teile aufgeteilt ist. Dies sind: Teil 1: Moskau (ca. 180 Seiten), Teil 2: Leningrad (ca. 50 Seiten), Teil 3 Rostow (ca. 30 Seiten), Teil 4 Winterschlacht (ca. 90 Seiten), Teil 5 Häfen am Eismeer (ca. 20 Seiten), Teil 6 Kaukasus und das Öl (ca. 90 Seiten) und Teil 7 Stalingrad (ca. 85 Seiten). Woran bereits erkennbar ist, dass der Autor angesichts der Größe des Kriegsschauplatz und der abgedeckten Zeitspanne zwischen dem 22. Juni 1941 und dem Februar 1943 nur sehr an der Oberfläche der Ereignisse bleiben konnte.
Die Darstellung der Ereignisse auf dem Kriegsschauplatz erfolgt in einer Mischung aus romanhaften Dialogdarstellungen von fiktiven oder realen Kriegsteilnehmern, Erläuterungen zu Truppenbewegungen und bewertenden Aussagen zu politischen und strategischen Ereignissen des Zeitraums. Beginnend mit Szenendarstellungen der Befehlsausgabe am Vorabend des Angriffs bis zum letzten Versorgungsflug über die Ruinen von Stalingrad.
In der Darstellung der Offensive von 1942 stellt er einen Dialog zwischen Hitler und den Führungsoffizieren der Wehrmacht mit direkter Rede dar, bei dem dargelegt wird, dass Hitler Befehle gegen die Auffassung seines Generalstabs gab.
Im Abschnitt zu Stalingrad scheut sich der Autor nicht, die Ablehnung des sowjetischen Kapitulationsangebots vom 9. Januar durch den verantwortlichen Oberkommandierenden der 6. Armee, GFM Paulus, als militärisch sinnvoll darzustellen. Dagegen ist heute bekannt und wäre auch damals schon erkennbar gewesen, dass genau dies einen großen Teil der zu diesem Zeitpunkt noch lebenden deutschen Soldaten letztlich zu einem grausamen Tod durch Frost, Krankheit und Unterernährung verurteilte.
Kriegsverbrechen und die eigentlichen Ziele des Feldzuges werden in diesem Buch ausgeblendet, während das deutsche Ostheer als bewunderungswürdiges militärisches Instrument beschrieben wird, das die Rote Armee fast besiegt hätte, da es während der Schlacht um Moskau 1941 nur noch acht Kilometer vor der Stadt stand. Soldat und Offizier hätten an Gehorsam, Tapferkeit, Entbehrung und Aufopferung alles bisher Bekannte übertroffen.
Zwar habe Hitler auch Fehler gemacht, letztlich ausschlaggebend für die Niederlage seien aber Verrat und Spionage einer kleinen Minderheit in den eigenen Reihen gewesen, die sich gegen die politische und militärische Führung des eigenen Volkes und dessen Interessen gewendet hätten. Zudem bestreitet Carell, die politische und militärische Führung habe eine „unsittliche Kriegspolitik“ betrieben.

## Vertrieb
Das Buch wurde zuerst als „Unternehmen Barbarossa - Der Marsch nach Rußland“ im Ullstein Verlag im Jahr 1963 veröffentlicht und hatte in der ersten Auflage 560 Seiten.
Einfluss auf die weite Verbreitung des Buchs und der beiden ergänzenden Werke hatte sicherlich, dass diese auch über dem Deutschen Bücherbund (heute Verlagsgruppe Georg von Holtzbrinck) und die Deutsche Buch-Gemeinschaft, die heute der Bertelsmann SE & Co. KGaA gehört, vertrieben wurde und somit über die damals populären Buch-Klub Organisationen in die Haushalte gelangte.
Das Buch hatte in Deutschland eine Auflage von mehr als 200.000 Exemplaren (ähnlich der Fortsetzungsband Verbrannte Erde) und wurde bereits in den 1970er Jahren in ein Dutzend Sprachen übersetzt. Zusammen mit seinen anderen Büchern verkaufte Carell alleine in Deutschland mehr als eine Million Weltkriegsbücher.
Zusammen mit dem ergänzenden Band (Verbrannte Erde) prägte es für zwei Jahrzehnte als eine Art Haus- und Volksbuch das westdeutsche Geschichtsbild vom Krieg gegen die Sowjetunion. Zur Abrundung der Werke mit Text und Karten veröffentlichte Ullstein 1967 einen Bildband Der Russlandkrieg - Fotografiert von Soldaten.

## Rezeption

### Zeitgenössische Rezeption
Das Buch wurde zum Erscheinungszeitpunkt nicht nur von der Springer-Presse, sondern in zahlreichen weiteren Zeitungen von der Zeit bis zur New York Times positiv besprochen. In der wissenschaftlichen Zeitschrift Das Historisch-Politische Buch lobte der ehemalige Wehrmachtsoffizier und Autor militärhistorischer Schriften Hartwig Pohlmann Carells „Unternehmen Barbarossa“ als Werk, das den Leser „in atemloser Spannung“ halten sowie „sorgfältige Forschung und saubere Geschichtsschreibung […] mit lebendiger, anschaulicher Darstellungskraft in dem Bemühen die Wahrheit zu finden“ verbinden würde. Im Spiegel durfte Walter Warlimont (ehemals stellvertretender Chef des Wehrmachtsführungsstabes und 1954 vorzeitig aus der ursprünglich lebenslangen Haft entlassener Kriegsverbrecher) als vermeintlich unbestechlicher Zeuge in seiner Buchbesprechung die Darstellung eines tapferen, opferbereiten und über weite Strecken überlegenen deutschen Soldatentums würdigen.
Kritische Stimmen blieben damals die Ausnahme. So charakterisierte der Historiker Bodo Scheurig schon 1964 Carells Werk in der Frankfurter Allgemeine Zeitung als Buch, in dem nirgendwo „auf deutscher Seite Gewalt und Verbrechern geschehen“, die „nur der Gegner begangen“ habe. Carells Darstellung des Russlandfeldzugs, so Scheurigs Fazit, „verdummt, die zu vergessen geneigt sind“ und „erbittert, die schwer vergessen können und auf der ganzen Wahrheit bestehen“.

### Heutige Rezeption
Das Buch "Unternehmen Barbarossa" leistete nach dem Krieg einen großen Beitrag, in der Öffentlichkeit das Bild der sauberen Wehrmacht und Waffen-SS zu verankern. Der Militärhistoriker Jens Westemeier sieht in dem Buch sogar den „wichtigsten publizistischen Beitrag“ zur Erreichung dieses Ziels ehemaliger Kriegsteilnehmer.
Über die Präventivkriegsthese hinausgehend, überhöhte Carell den Überfall auf die Sowjetunion zur europäischen Schicksalsfrage, zum „Abwehrkampf gegen die bolschewistische Bedrohung“, bei der sich Deutschland an die Spitze der ihre Freiheit verteidigenden europäischen Völker gesetzt habe.
Nach Einschätzung des Historikers Johannes Hürter wirft die damalige positive Rezeption der populären Geschichtsklitterungen ein bezeichnendes Licht darauf, dass die westdeutsche Geschichtswissenschaft das Forschungsfeld „Krieg gegen die Sowjetunion“ zu lange der Selbstdarstellung des ehemaligen Generalstabs überlassen hatte.